# Reino Aventura
Reino Aventura fue un parque de atracciones localizado en la alcaldía Tlalpan, en la parte suroeste de la Ciudad de México, inaugurado en 1982, cerca de la zona del Ajusco, sobre la Autopista Picacho-Ajusco. 
Actualmente opera como Six Flags México desde el año 2000.

## Historia
Construido en las 45 hectáreas del parque nacional Tlalpan, primeramente inaugurado y abierto al público en el año de 1982 en México,los empresarios José Represas, Pablo Funtanet y Gaspar Rivera Torres comenzaron con un magno proyecto que asesorado en su ejecución por R Duell and Associates, el cual se convertiría en el parque de diversiones más grande de América Latina, más adelante, en 1999 sería vendido a la franquicia norteamericana Six Flags dando un adiós definitivo al famoso parque de diversiones mexicano Reino Aventura.
La mascota original de este parque era un dragón rosa llamado Cornelio, creado por el diseñador José Orozco en la agencia de publicidad Día Diseño y Asociados, dirigida por José Luis Bezaury Creel. Posteriormente el diseñador Marciano Borja, quien también colaboraba para dicha agencia, realizó algunas modificaciones al personaje.
El parque fue cerrado en el año de 1992 para someterse a una reconstrucción y remodelaciones mayores. Keiko, la orca que representó el papel principal en la película "Liberen a Willy (Free Willy)" era una de las atracciones mayores tanto antes como después de esta reconstrucción.
No fue sino hasta el 3 de julio de 1992 que el parque fue reabierto al público bajo el nombre de "El nuevo Reino Aventura". En 1995 el parque cambió de administración, volviendo a su nombre original. También en ese año se anunció que Keiko dejaba el parque de diversiones para ser llevada a su nuevo hogar en Newport, Oregón, en los Estados Unidos de América. Miles y miles de personas visitaron el parque de diversiones para decirle adiós a Keiko, que finalmente partió rumbo al Oregon Coast Aquarium el 7 de enero de 1996. 
Reino Aventura dejó de funcionar en su momento a causa de un accidente ocurrido en un juego llamado Enterprise, donde un carrito se descarriló. Nadie murió, pero los directivos de Reino Aventura, en lugar de confirmar la noticia y tomar acciones, decidieron tapar los cuerpos de los accidentados con una sábana para que el helicóptero de los noticieros no los viera, por lo que asumieron los medios fue que había habido varios muertos. No hubo manera de rescatar la imagen pública del parque y tuvieron que cerrarlo, cediéndole las hectáreas a la franquicia de Six Flags, ese día fue el fin de una era para el parque de diversiones.
En marzo de 1999, Premier Parks, la compañía dueña de los parques de diversión Six Flags, anunció que había comprado a Reino Aventura. A principios del 2000 se cambió el nombre del parque a Six Flags México, sometiéndolo a otra gran reconstrucción por un monto cercano a los 40 millones de dólares, para finalmente ser reabierto al público el 14 de abril de 2000.

## Áreas temáticas o pueblos
Algunos pueblos siguen operando bajo el mismo nombre
- Pueblo Mexicano
- Pueblo Vaquero
- Pueblo Francés
- Pueblo Suizo (Una parte de esta área opera como DC Super Hero Friends)
- Pueblo Polinesio
- Pueblo Infantil Posteriormente llamado Pueblo Pepsi light, y modificado de nueva forma como ''El Circo de Bugs Bunny'' (actualmente opera como Bugs Bunny Boomtown)
- Pueblo Marroquí (Eliminado al abrir Six Flags México)

## Cultura Popular
En 1982 el grupo musical infantil mexicano llamado Timbiriche grabó un tema musical llamado "Fin de semana" en las instalaciones del parque.
Un año después, en 1983 el programa de televisión infantil de Televisa llamado Chiquilladas grabó uno de sus programas en este parque temático en donde gran parte del elenco tuvo diferentes apariciones en algunas zonas del recinto.
Reino Aventura aparece durante los créditos de inicio de la película Ratas de la ciudad, del año 1986, dirigida y protagonizada por el actor mexicano Valentin Trujillo.

## Torneos de Videojuegos
En los años 90, los torneos nacionales de videojuegos en el Reino Aventura de Ciudad de México se convirtieron en un evento icónico para los entusiastas de los juegos arcade. Este parque temático era el escenario ideal, atrayendo a jugadores de todo el país que competían en máquinas clásicas como Street Fighter II y Mortal Kombat. 
Los torneos se organizaban con una estructura eliminatoria, permitiendo que los jugadores se enfrentaran en intensas batallas uno a uno. Los eventos contaban con una gran asistencia, donde el público se congregaba alrededor de las máquinas para animar a sus favoritos. Los ganadores no solo obtenían reconocimiento y trofeos, sino también el respeto de la comunidad gamer, consolidando así el estatus de los videojuegos arcade como una parte fundamental de la cultura popular de la época.
El más notable de los torneos que se llevaron a cabo fue el de Street Fighter II de 1994, donde Miguel Gaxiola Gaxiola alias "Champ 94" se coronó campeón y pasó a la historia como uno de los mayores representantes de los juegos de pelea en México.